# Карім Бензема
Карі́м Мостафа́ Бензема́ (фр. Karim Mostafa Benzema, кабіл. Karim Benzema, араб. كريم بن زيما; нар. 19 грудня 1987, Ліон, Франція) — французький футболіст алжирського (кабільського) походження. Виступає на позиції нападника в клубі  «Аль-Іттіхад».
Переможець Ліги чемпіонів УЄФА сезону 2013–14, 2015–16, 2016–17, 2017–18 та 2021–22 років.

## Клубна кар'єра

### Ранні роки
Бензема — син емігрантів з бідного алжирського села, народився в північному передмісті Ліона.
У його батьків, Хафіда і Маліки, дев'ятеро дітей, п'ять дівчаток та чотири хлопчики. Сім'я Бензема жила досить скромно у невеликому будинку в центрі Брон Терраліон, районі з високим рівнем безробіття.
У віці восьми років почав грати за клуб «Брон Терраліон», де його швидко помітили завдяки його здібностям, які були явно вищі від середнього рівня. Потім Каріму належало пройти звичний шлях підготовки футболіста у Франції — тренування п'ять разів на тиждень, а також відвідування коледжу святого Бруно в першому окрузі. Однак здібностями до науки хлопчик не відрізнявся. У дитинстві його кумирами були Роналдо і Зінедін Зідан.

### «Олімпік» (Ліон)
Йому було 9 років, коли він потрапив у систему підготовки «Ліона», і всього 17, коли він став одним з найкращих гравців резерву цієї команди, забиваючи по три десятки голів за сезон. У грудні 2004 року Карім потрапив в основну команду «Ліона»,
15 січня 2005 року на домашньому стадіоні «Жерлан» Карім дебютував у матчі чемпіонату Франції. У цій грі (проти «Метца») Бензема віддав гольовий пас на Бріана Бергунью, який на той момент виглядав навіть краще від Каріма в ролі молодого дарування «Ліона». Існує байка, що, коли Карім зайшов у роздягальню «Ліона» там сиділи Ерік Абідаль, Джовані Елбер, Сільвен Вільтор, Майкл Ессьєн, Флоран Малуда і Мамаду Діарра. За прийнятою традицією новачок повинен був вийти перед командою і представити себе. Молодого алжирця зустріли сміхом і образливими жартами. Бензема ж у відповідь на це різко відповів: «Вам краще припинити сміятися, я прийшов зайняти ваше місце». Попри те, що Бензема був Чемпіоном Європи серед юніорів, клуб не поспішав переводити його в основну команду, і він відіграв всього 6 ігор в тому сезоні.
На самому початку кар'єри Бензема любили порівнювати з Давидом Трезеге за вміння обходити оборону, але незабаром його стали вже порівнювати з Зінедіном Зіданом, одним з найкращих футболістів в історії Франції, який також має кабільське походження.
У сезоні-2005/2006 Бензема відкрив рахунок своїм м'ячам у французькій лізі. На останній хвилині матчу він засмутив воротаря «Аяччо». У тому сезоні він зіграв у 13 іграх, забив 1 гол. Дебют Каріма в єврокубках припав на матч групового етапу Ліги чемпіонів проти «Русенборга». У цьому матчі Бензема відкрив рахунок своїм євроголам.
У сезоні 2006–2007 Бензема став основним нападником «Ліона». Він зіграв у 21 грі і забив 5 голів. У наступному сезоні забив 20 голів в чемпіонаті Франції і став найкращим бомбардиром та одним з лідерів своєї команди. У пресі з'явилася інформація про інтерес до Бензема з боку провідних клубів Європи, включаючи «Реал», «Ювентус», «Ліверпуль» і «Челсі», але сам Карім через свого агента заявив про небажання залишати «Ліон», з яким він має намір виграти Лігу чемпіонів УЄФА.
У сезоні 2008/2009 форвард забив 17 голів в 36 матчах чемпіонату Франції. Усього в 149 іграх за «Ліон» Бензема забив 66 голів.

### «Реал Мадрид»

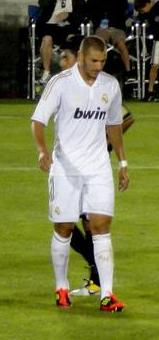
Бензема в матчі проти «Лос-Анджелес Гелексі»

Однак 1 липня 2009 року за 35 мільйонів євро Бензема перейшов у іспанський клуб «Реал» Мадрид, підписавши шестирічний контракт. Француз буде отримувати 6,5 мільйонів євро на рік. За вирахуванням податку, який становить 24 % виходить 5 мільйонів євро. «Реал» заплатив агенту гравця Каріму Джазіра 10 % комісії від суми трансферу. Це максимально дозволена процентна ставка агента в європейському футболі. Колишній клуб нападника «Ліон» може отримати ще 6 мільйонів. Для цього «Реалу» треба щороку до 2013 року виступати в Лізі Чемпіонів, а Бензема повинен завоювати «Золотий м'яч» від журналу «France Football» і стати найкращим гравцем світу за версією ФІФА.
Бензема став четвертим придбанням мадридського «Реала» у літнє міжсезоння після бразильця Кака, португальця Кріштіану Роналду, та іспанця Рауля Албіоля. 9 липня він був офіційно представлений як новий гравець «Реала». Презентація нападника на «Сантьяго Бернабеу» зібрала близько 15-20 тисяч глядачів. Карім Бензема став п'ятнадцятим французьким гравцем в історії мадридського клубу. Французький нападник отримав у команді 11-й номер.
Після переходу Рауля в Шальке, Кріштіану Роналду взяв собі сьомий номер, а Карім 9-й.
7 грудня 2010 з'явилася інформація про продаж Каріма. Одне з провідних іспанських видань El Mundo Deportivo авторитетно стверджує: «Реал» планує взимку продати Каріма Бензема. Жозе Моурінью, фактично, не розраховує на француза. Незважаючи на травму Ігуаїна, місця в Реалі для екс-лідера Ліона не буде. Королівський клуб планує купити одного або двох форвардів (фаворитами вважаються Дієго Міліто і Уго Алмейда), причому незалежно від того, чи продадуть Бензема. На думку El Mundo Deportivo, головним претендентом на француза вважається фінансово всемогутній «Манчестер Сіті», що підбирає усе, що погано лежить. Також подейкують про «Арсенал» і «Ювентус», але ці клуби не будуть змагатися з Сіті, якщо справа дійде до звичної торгівлі в стилі «хто більше дасть».

## Збірна

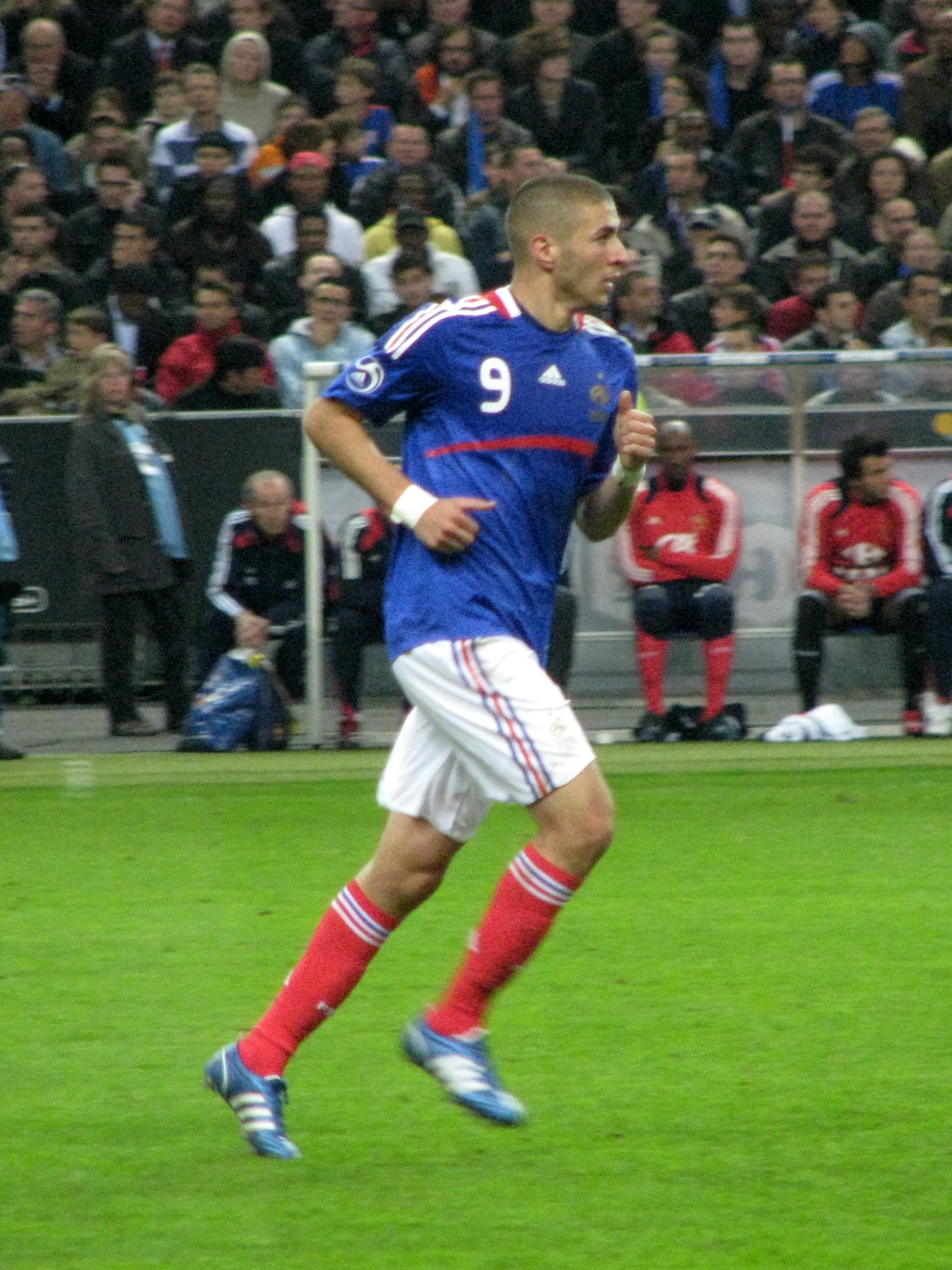
Бензема під час виступу за збірну

У грудні 2006 року Бензема відкинув пропозицію виступати за збірну Алжиру. До того часу він вже викликався в збірну Франції, але не зміг вийти на поле проти збірної Греції через травму. 28 березня 2007 року Карім зіграв свій перший матч за збірну Франції проти Австрії, в якому, через дев'ять хвилин після виходу на поле, забив єдиний гол. У матчах, що залишилися відбіркового циклу на Чемпіонат Європи 2008 Бензема складав пару нападників з Тьєррі Анрі, витіснивши зі складу національної команди досвідченого бомбардира Давида Трезеге. Двічі забив у ворота збірної Фарерських островів. На самому Євро 2008, де Франція виступила вкрай невдало, набравши лише одне очко і забивши один гол, Бензема зіграв у двох матчах і нічим себе не проявив.
У складі збірної був учасником чемпіонату світу 2010, чемпіонату Європи 2012 та чемпіонату світу 2014 (де двічі був названий «гравцем матчу»).

## Статистика виступів

### Статистика клубних виступів
Статистика станом на 4 червня 2023 року.
| Сезон                   | Команда                 | Чемпіонат               | Чемпіонат | Чемпіонат | Національний кубок | Національний кубок | Національний кубок | Континентальні кубки | Континентальні кубки | Континентальні кубки | Інші змагання | Інші змагання | Інші змагання | Усього | Усього |
| Сезон                   | Команда                 | Ліга                    | Ігор      | Голів     | Ліга               | Ігор               | Голів              | Ліга                 | Ігор                 | Голів                | Ліга          | Ігор          | Голів         | Ігор   | Голів  |
| ----------------------- | ----------------------- | ----------------------- | --------- | --------- | ------------------ | ------------------ | ------------------ | -------------------- | -------------------- | -------------------- | ------------- | ------------- | ------------- | ------ | ------ |
| 2004–05                 | «Ліон»                  | Л1                      | 6         | 0         | КФ+КЛ              | 0                  | 0                  | ЛЧ                   | 0                    | 0                    | -             | -             | -             | 6      | 0      |
| 2005–06                 | «Ліон»                  | Л1                      | 13        | 1         | КФ+КЛ              | 2+0                | 2+0                | ЛЧ                   | 1                    | 1                    | -             | -             | -             | 16     | 4      |
| 2006–07                 | «Ліон»                  | Л1                      | 21        | 5         | КФ+КЛ              | 1+1                | 0                  | ЛЧ                   | 3                    | 2                    | СФ            | 1             | 1             | 27     | 8      |
| 2007–08                 | «Ліон»                  | Л1                      | 36        | 20        | КФ+КЛ              | 6+2                | 6+1                | ЛЧ                   | 7                    | 4                    | СФ            | 1             | 0             | 52     | 31     |
| 2008–09                 | «Ліон»                  | Л1                      | 36        | 17        | КФ+КЛ              | 2+0                | 1+0                | ЛЧ                   | 8                    | 5                    | СФ            | 1             | 0             | 47     | 23     |
| Усього за «Ліон»        | Усього за «Ліон»        | Усього за «Ліон»        | 112       | 43        |                    | 14                 | 10                 |                      | 19                   | 12                   |               | 3             | 1             | 148    | 66     |
| 2009–10                 | «Реал Мадрид»           | ЛЛ                      | 27        | 8         | КІ                 | 1                  | 0                  | ЛЧ                   | 5                    | 1                    | -             | -             | -             | 33     | 9      |
| 2010–11                 | «Реал Мадрид»           | ЛЛ                      | 33        | 15        | КІ                 | 7                  | 5                  | ЛЧ                   | 8                    | 6                    | -             | -             | -             | 48     | 26     |
| 2011–12                 | «Реал Мадрид»           | ЛЛ                      | 34        | 21        | КІ                 | 5                  | 3                  | ЛЧ                   | 11                   | 7                    | СІ            | 2             | 1             | 52     | 32     |
| 2012–13                 | «Реал Мадрид»           | ЛЛ                      | 30        | 11        | КІ                 | 8                  | 4                  | ЛЧ                   | 10                   | 5                    | СІ            | 2             | 0             | 50     | 20     |
| 2013–14                 | «Реал Мадрид»           | ЛЛ                      | 35        | 17        | КІ                 | 6                  | 2                  | ЛЧ                   | 11                   | 5                    | -             | -             | -             | 52     | 24     |
| 2014–15                 | «Реал Мадрид»           | ЛЛ                      | 29        | 15        | КІ                 | 3                  | 0                  | ЛЧ                   | 9                    | 6                    | СІ+СУ+КЧС     | 2+1+2         | 0+0+1         | 46     | 22     |
| 2015–16                 | «Реал Мадрид»           | ЛЛ                      | 27        | 24        | КІ                 | 0                  | 0                  | ЛЧ                   | 9                    | 4                    | -             | -             | -             | 36     | 28     |
| 2016–17                 | «Реал Мадрид»           | ЛЛ                      | 29        | 11        | КІ                 | 3                  | 1                  | ЛЧ                   | 13                   | 5                    | СУ+КЧС        | 1+2           | 0+2           | 48     | 19     |
| 2017–18                 | «Реал Мадрид»           | ЛЛ                      | 32        | 5         | КІ                 | 1                  | 1                  | ЛЧ                   | 9                    | 5                    | СІ+СУ+КЧС     | 2+1+2         | 1+0+0         | 47     | 12     |
| 2018–19                 | «Реал Мадрид»           | ЛЛ                      | 36        | 21        | КІ                 | 6                  | 4                  | ЛЧ                   | 8                    | 4                    | СУ+КЧС        | 1+2           | 1+0           | 53     | 30     |
| 2019–20                 | «Реал Мадрид»           | ЛЛ                      | 37        | 21        | КІ                 | 3                  | 1                  | ЛЧ                   | 8                    | 5                    | -             | -             | -             | 48     | 27     |
| 2020–21                 | «Реал Мадрид»           | ЛЛ                      | 34        | 23        | КІ                 | 1                  | 0                  | ЛЧ                   | 10                   | 6                    | СІ            | 1             | 1             | 46     | 30     |
| 2021–22                 | «Реал Мадрид»           | ЛЛ                      | 32        | 27        | КІ                 | 0                  | 0                  | ЛЧ                   | 12                   | 15                   | СІ            | 2             | 2             | 46     | 44     |
| 2022–23                 | «Реал Мадрид»           | ЛЛ                      | 24        | 19        | КІ                 | 5                  | 4                  | ЛЧ                   | 10                   | 4                    | СІ+СУ+КЧС     | 2+1+1         | 2+1+1         | 43     | 31     |
| Усього за «Реал Мадрид» | Усього за «Реал Мадрид» | Усього за «Реал Мадрид» | 439       | 238       |                    | 49                 | 25                 |                      | 133                  | 78                   |               | 27            | 13            | 648    | 354    |
| Усього за кар'єру       | Усього за кар'єру       | Усього за кар'єру       | 551       | 281       |                    | 63                 | 35                 |                      | 152                  | 90                   |               | 30            | 14            | 796    | 420    |

### Статистика виступів за збірну
Статистика станом на 16 листопада 2021 року.
| Дата       | Місто          | Господарі            | Результат               | Гості                | Турнір                               | Голи | Примітки |
| ---------- | -------------- | -------------------- | ----------------------- | -------------------- | ------------------------------------ | ---- | -------- |
| 28-3-2007  | Сен-Дені       | Франція              | 1 – 0                   | Австрія              | товариський матч                     | 1    | 46'      |
| 6-6-2007   | Осер           | Франція              | 1 – 0                   | Грузія               | Відбір до ЧЄ 2008                    | -    | 90+3'    |
| 22-8-2007  | Трнава         | Словаччина           | 0 – 1                   | Франція              | товариський матч                     | -    | 85'      |
| 12-9-2007  | Париж          | Франція              | 0 – 1                   | Шотландія            | Відбір до ЧЄ 2008                    | -    | 77'      |
| 13-10-2007 | Торсгавн       | Фарерські острови    | 0 – 6                   | Франція              | Відбір до ЧЄ 2008                    | 2    | 46'      |
| 17-10-2007 | Сен-Дені       | Франція              | 2 – 0                   | Литва                | Відбір до ЧЄ 2008                    | -    |          |
| 16-11-2007 | Париж          | Франція              | 2 – 2                   | Марокко              | товариський матч                     | -    | 63'      |
| 21-11-2007 | Київ           | Україна              | 2 – 2                   | Франція              | Відбір до ЧЄ 2008                    | -    | 46'      |
| 6-2-2008   | Малага         | Іспанія              | 1 – 0                   | Франція              | товариський матч                     | -    | 60'      |
| 31-5-2008  | Тулуза         | Франція              | 0 – 0                   | Парагвай             | товариський матч                     | -    | 63'      |
| 3-6-2008   | Париж          | Франція              | 1 – 0                   | Колумбія             | товариський матч                     | -    | 65'      |
| 9-6-2008   | Цюрих          | Румунія              | 0 – 0                   | Франція              | ЧЄ 2008 - груповий етап              | -    | 78'      |
| 17-6-2008  | Цюрих          | Франція              | 0 – 2                   | Італія               | ЧЄ 2008 - груповий етап              | -    |          |
| 20-8-2008  | Гетеборг       | Швеція               | 2 – 3                   | Франція              | товариський матч                     | 1    |          |
| 6-9-2008   | Відень         | Австрія              | 3 – 1                   | Франція              | Відбір до ЧС 2010                    | -    |          |
| 10-9-2008  | Сен-Дені       | Франція              | 2 – 1                   | Сербія               | Відбір до ЧС 2010                    | -    | 46'      |
| 11-10-2008 | Констанца      | Румунія              | 2 – 2                   | Франція              | Відбір до ЧС 2010                    | -    | 38'      |
| 14-8-2008  | Сен-Дені       | Франція              | 3 – 1                   | Туніс                | товариський матч                     | 1    | 69'      |
| 19-11-2008 | Париж          | Франція              | 0 – 0                   | Уругвай              | товариський матч                     | -    | 58'      |
| 11-2-2009  | Марсель        | Франція              | 0 – 2                   | Аргентина            | товариський матч                     | -    | 65'      |
| 28-3-2009  | Каунас         | Литва                | 0 – 1                   | Франція              | Відбір до ЧС 2010                    | -    | 64'      |
| 1-4-2009   | Сен-Дені       | Франція              | 1 – 0                   | Литва                | Відбір до ЧС 2010                    | -    | 57'      |
| 2-6-2009   | Сент-Етьєн     | Франція              | 0 – 1                   | Нігерія              | товариський матч                     | -    | 46'      |
| 5-6-2009   | Ліон           | Франція              | 1 – 0                   | Туреччина            | товариський матч                     | 1    | 46'      |
| 5-9-2009   | Сен-Дені       | Франція              | 1 – 1                   | Румунія              | Відбір до ЧС 2010                    | -    | 73'      |
| 10-10-2009 | Генгам         | Франція              | 5 – 0                   | Фарерські острови    | Відбір до ЧС 2010                    | 1    | 73'      |
| 14-10-2009 | Сен-Дені       | Франція              | 3 – 1                   | Австрія              | Відбір до ЧС 2010                    | 1    | 79'      |
| 11-8-2010  | Осло           | Норвегія             | 2 – 1                   | Франція              | товариський матч                     | -    | 61'      |
| 7-9-2010   | Сараєво        | Боснія і Герцеговина | 0 – 2                   | Франція              | Відбір до ЧЄ 2012                    | 1    |          |
| 9-10-2010  | Париж          | Франція              | 2 – 0                   | Румунія              | Відбір до ЧЄ 2012                    | -    | 87'      |
| 12-10-2010 | Мец            | Франція              | 2 – 0                   | Люксембург           | Відбір до ЧЄ 2012                    | 1    | 63'      |
| 17-11-2010 | Лондон         | Англія               | 1 – 2                   | Франція              | товариський матч                     | 1    | 67'      |
| 9-2-2011   | Париж          | Франція              | 1 – 0                   | Бразилія             | товариський матч                     | 1    | 86'      |
| 25-3-2011  | Люксембург     | Люксембург           | 0 – 2                   | Франція              | Відбір до ЧЄ 2012                    | -    |          |
| 29-3-2011  | Париж          | Франція              | 0 – 0                   | Хорватія             | товариський матч                     | -    | 75'      |
| 3-6-2011   | Мінськ         | Білорусь             | 1 – 1                   | Франція              | Відбір до ЧЄ 2012                    | -    |          |
| 6-6-2011   | Донецьк        | Україна              | 1 – 4                   | Франція              | товариський матч                     | -    | 65'      |
| 10-8-2011  | Монпельє       | Франція              | 1 – 1                   | Чилі                 | товариський матч                     | -    | 65'      |
| 2-9-2011   | Тирана         | Албанія              | 1 – 2                   | Франція              | Відбір до ЧЄ 2012                    | 1    |          |
| 6-9-2011   | Бухарест       | Румунія              | 0 – 0                   | Франція              | Відбір до ЧЄ 2012                    | -    |          |
| 11-11-2011 | Монпельє       | Франція              | 1 – 0                   | США                  | товариський матч                     | -    | 64'      |
| 15-11-2011 | Париж          | Франція              | 0 – 0                   | Бельгія              | товариський матч                     | -    | 72'      |
| 27-5-2012  | Валансьєнн     | Франція              | 3 – 2                   | Ісландія             | товариський матч                     | -    | 60'      |
| 31-5-2012  | Реймс          | Франція              | 2 – 0                   | Сербія               | товариський матч                     | -    | 61'      |
| 5-6-2012   | Ле-Ман         | Франція              | 4 – 0                   | Естонія              | товариський матч                     | 2    | 73'      |
| 11-6-2012  | Донецьк        | Франція              | 1 – 1                   | Англія               | ЧЄ 2012 - груповий етап              | -    |          |
| 15-6-2012  | Донецьк        | Україна              | 0 – 2                   | Франція              | ЧЄ 2012 - груповий етап              | -    | 76'      |
| 19-6-2012  | Київ           | Швеція               | 2 – 0                   | Франція              | ЧЄ 2012 - груповий етап              | -    |          |
| 23-6-2012  | Донецьк        | Іспанія              | 2 – 0                   | Франція              | ЧЄ 2012 - чвертьфінал                | -    |          |
| 15-8-2012  | Гавр           | Франція              | 0 – 0                   | Уругвай              | товариський матч                     | -    | 63'      |
| 7-9-2012   | Гельсінкі      | Фінляндія            | 0 – 1                   | Франція              | Відбір до ЧС 2014                    | -    |          |
| 11-9-2012  | Сен-Дені       | Франція              | 3 – 1                   | Білорусь             | Відбір до ЧС 2014                    | -    |          |
| 12-10-2012 | Париж          | Франція              | 0 – 1                   | Японія               | товариський матч                     | -    | 46'      |
| 16-10-2012 | Мадрид         | Іспанія              | 1 – 1                   | Франція              | Відбір до ЧС 2014                    | -    | 88'      |
| 6-2-2013   | Париж          | Франція              | 1 – 2                   | Німеччина            | товариський матч                     | -    |          |
| 22-3-2013  | Сен-Дені       | Франція              | 3 – 1                   | Грузія               | Відбір до ЧС 2014                    | -    |          |
| 26-3-2013  | Сен-Дені       | Франція              | 0 – 1                   | Іспанія              | Відбір до ЧС 2014                    | -    | 82'      |
| 9-6-2013   | Порту-Алегрі   | Бразилія             | 3 – 0                   | Франція              | товариський матч                     | -    | 70'      |
| 14-8-2013  | Брюссель       | Бельгія              | 0 – 0                   | Франція              | товариський матч                     | -    | 74'      |
| 6-9-2013   | Тбілісі        | Грузія               | 0 – 0                   | Франція              | Відбір до ЧС 2014                    | -    | 62'      |
| 11-10-2013 | Сен-Дені       | Франція              | 6 – 0                   | Австралія            | товариський матч                     | 1    | 46'      |
| 15-10-2013 | Сен-Дені       | Франція              | 3 – 0                   | Фінляндія            | Відбір до ЧС 2014                    | 1    | 81'      |
| 15-11-2013 | Київ           | Україна              | 2 – 0                   | Франція              | Відбір до ЧС 2014                    | -    | 70'      |
| 19-11-2013 | Сен-Дені       | Франція              | 3 – 0                   | Україна              | Відбір до ЧС 2014                    | 1    | 82'      |
| 5-3-2014   | Сен-Дені       | Франція              | 2 – 0                   | Нідерланди           | товариський матч                     | 1    | 81'      |
| 8-6-2014   | Лілль          | Франція              | 8 – 0                   | Ямайка               | товариський матч                     | 2    | 87'      |
| 15-6-2014  | Порту-Алегрі   | Франція              | 3 – 0                   | Гондурас             | ЧС 2014 - груповий етап              | 2    |          |
| 20-6-2014  | Салвадор       | Швейцарія            | 2 – 5                   | Франція              | ЧС 2014 - груповий етап              | 1    |          |
| 25-6-2014  | Ріо-де-Жанейро | Еквадор              | 0 – 0                   | Франція              | ЧС 2014 - груповий етап              | -    |          |
| 30-6-2014  | Бразиліа       | Франція              | 2 – 0                   | Нігерія              | ЧС 2014 - 1/8 фіналу                 | -    |          |
| 4-7-2014   | Ріо-де-Жанейро | Франція              | 0 – 1                   | Німеччина            | ЧС 2014 - чвертьфінал                | -    |          |
| 4-9-2014   | Сен-Дені       | Франція              | 1 – 0                   | Іспанія              | товариський матч                     | -    |          |
| 7-9-2014   | Белград        | Сербія               | 1 – 1                   | Франція              | товариський матч                     | -    | 61'      |
| 11-10-2014 | Париж          | Франція              | 2 – 1                   | Португалія           | товариський матч                     | 1    | 90'      |
| 14-10-2014 | Єреван         | Вірменія             | 0 – 3                   | Франція              | товариський матч                     | -    | 87'      |
| 14-11-2014 | Ренн           | Франція              | 1 – 1                   | Албанія              | товариський матч                     | -    |          |
| 18-11-2014 | Марсель        | Франція              | 1 – 0                   | Швеція               | товариський матч                     | -    | 68'      |
| 26-3-2015  | Сен-Дені       | Франція              | 1 – 3                   | Бразилія             | товариський матч                     | -    |          |
| 4-9-2015   | Лісабон        | Португалія           | 0 – 1                   | Франція              | товариський матч                     | -    | 74'      |
| 7-9-2015   | Бордо          | Франція              | 2 – 1                   | Сербія               | товариський матч                     | -    | 62'      |
| 8-10-2015  | Ніцца          | Франція              | 4 – 0                   | Вірменія             | товариський матч                     | 2    | 81'      |
| 2-6-2021   | Ніцца          | Франція              | 3 – 0                   | Уельс                | товариський матч                     | -    |          |
| 8-6-2021   | Сен-Дені       | Франція              | 3 – 0                   | Болгарія             | товариський матч                     | -    | 41'      |
| 15-6-2021  | Мюнхен         | Франція              | 1 – 0                   | Німеччина            | ЧЄ 2020 - груповий етап              | -    | 89'      |
| 19-6-2021  | Будапешт       | Угорщина             | 1 – 1                   | Франція              | ЧЄ 2020 - груповий етап              | -    | 76'      |
| 23-6-2021  | Будапешт       | Португалія           | 2 – 2                   | Франція              | ЧЄ 2020 - груповий етап              | 2    |          |
| 28-6-2021  | Бухарест       | Франція              | 3 – 3 д.ч. (4 – 5 п.п.) | Швейцарія            | ЧЄ 2020 - 1/8 фіналу                 | 2    | 94'      |
| 1-9-2021   | Сен-Дені       | Франція              | 1 – 1                   | Боснія і Герцеговина | Відбір до ЧС 2022                    | -    | 76'      |
| 4-9-2021   | Київ           | Україна              | 1 – 1                   | Франція              | Відбір до ЧС 2022                    | -    | 64'      |
| 7-9-2021   | Десін-Шарп'є   | Франція              | 2 – 0                   | Фінляндія            | Відбір до ЧС 2022                    | -    |          |
| 7-10-2021  | Турин          | Бельгія              | 2 – 3                   | Франція              | Ліга націй УЄФА 2020—2021 - півфінал | 1    | 90+6'    |
| 10-10-2021 | Мілан          | Іспанія              | 1 – 2                   | Франція              | Ліга націй УЄФА 2020—2021 - фінал    | 1    |          |
| 13-11-2021 | Париж          | Франція              | 8 – 0                   | Казахстан            | Відбір до ЧС 2022                    | 2    | 52' 71'  |
| 16-11-2021 | Гельсінкі      | Фінляндія            | 0 – 2                   | Франція              | Відбір до ЧС 2022                    | 1    | 57'      |
| Усього     |                | Матчів               | 94                      |                      | Голів (5 місце)                      | 36   |          |

## Досягнення
«Ліон»
- Чемпіон Франції (4): 2004—05, 2005—06, 2006—07, 2007—08
- Володар Суперкубка Франції (2): 2006, 2007
- Володар Кубка Франції (1): 2007—08

«Реал Мадрид»
- Чемпіон Іспанії (4): 2011-12, 2016-17, 2019-20, 2021-22
- Володар Кубка Іспанії (3): 2010-11, 2013-14, 2022-23
- Володар Суперкубка Іспанії (4): 2012, 2017, 2019, 2021
- Переможець Ліги Чемпіонів УЄФА (5): 2013—14, 2015—16, 2016—17, 2017—18, 2021—22
- Володар Суперкубка УЄФА (4): 2014, 2016, 2017, 2022
- Переможець Клубного чемпіонату світу (5): 2014, 2016, 2017, 2018, 2022

«Аль-Іттіхад»
- Чемпіон Саудівської Аравії (1): 2024—25
- Володар Королівського кубка Саудівської Аравії (1): 2024—25

Франція U-17
- Чемпіон Європи U-17 (1): 2004

Франція U-18
- Переможець Кубка Меридіан: 2005

Франція
- Переможець Ліги націй УЄФА: 2021-22

Особисті
- Французький футболіст року (2): 2011, 2012
- Найкращий бомбардир Ліги 1 (1): 2007—08
- Найкращий гравець сезону в Лізі 1 (1): 2007—08
- Володар Трофею Браво (1): 2008.
- Володар Золотого м‘яча France Football (1): 2022.
- Володар нагороди найкращому футболісту року в Європі за версією УЄФА: 2022.
- Володар нагороди The Best FIFA men’s player: 2022.